# الجيش الجيبوتي
الجيش الجيبوتي هو المؤسسة العسكرية النظامية في جيبوتي. تضم هذه المؤسسة عدة فروع تشمل القوات البرية والقوات الجوية والقوات البحرية. القوات المسلحة الجيبوتية لاعب مهم في باب المندب و البحر الأحمر. كانت الحرب الأولى التي شاركت فيها القوات المسلحة الجيبوتية هي الحرب الأهلية الجيبوتية بين الحكومة الجيبوتية ، بدعم من فرنسا ، وجبهة استعادة الوحدة والديمقراطية (FRUD). استمرت الحرب من عام 1991 إلى عام 2001 ، على الرغم من أن معظم الأعمال العدائية انتهت عندما وقعت الفصائل المعتدلة من فرود معاهدة سلام مع الحكومة بعد أن عانت من نكسة عسكرية واسعة عندما استولت القوات الحكومية على معظم الأراضي التي يسيطر عليها المتمردون. استمرت مجموعة راديكالية في محاربة الحكومة ، لكنها وقعت معاهدة السلام الخاصة بها في عام 2001. انتهت الحرب بانتصار الحكومة ، وأصبح حزب فرود حزبًا سياسيًا. حاربت جيبوتي في اشتباكات ضد إريتريا حول شبه جزيرة رأس دوميرة ، والتي يدعي البلدان أنها تحت سيادتهما. 